# Sylvia Mafra Machado

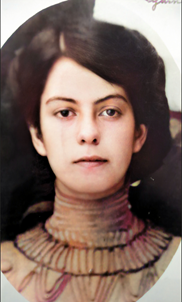
Profa. Sylvia Mafra Machado (1911).

Sylvia Mafra Machado (Itapira, 05 de março de 1893 – Mogi das Cruzes, 31 de augusto de 1970) foi uma educadora brasileira, pioneira no ensino de qualidade das primeiras letras a crianças e jovens carentes da franja leste da cidade de São Paulo, ainda no final da década de 1930.
De tradicional família do estado de São Paulo, cujas origens remetem aos bandeirantes Jacques Félix, Antônio Bicudo Carneiro e Antônio Rodrigues de Alvarenga, era filha dos proprietários rurais e negociadores de café João Mafra e Anna Vieira Mafra. Irmã da também proeminente educadora Anna Mafra e do farmacêutico Humberto Mafra.
Formada com grande distinção em 1911 na Escola Normal Caetano de Campos em São Paulo (centro difusor de teorias científicas e pedagógicas durante a Primeira República, com papel fundamental na formação de professores, predecessor da Faculdade de Filosofia, Letras e Ciências Humanas da Universidade de São Paulo), iniciou sua carreira no ano de 1912 no Grupo Escolar Cândido Rodrigues em São José do Rio Pardo, SP, transferindo-se em 1917 para o Grupo Escola Cel. Vaz em Jaboticabal, SP, onde por 20 anos ensinou as primeiras letras às crianças da cidade. Em 1938 aceita o desafio de oferecer educação de qualidade aos filhos das primeiras levas de migrantes e imigrantes carentes estabelecidos no então remoto Bairro de Itaquera (no extremo leste da cidade de São Paulo), lecionando por 04 anos no Grupo Escolar Itaquera, para onde viajava diariamente de trem, enfrentando todas as adversidades ali presentes à época. Encerrou sua carreira em 1949 no Grupo Escolar Cel. Almeida, em Mogi das Cruzes, SP, após 37 anos de magistério, aposentando-se 07 anos mais tarde que o estabelecido na lei.
Foi casada com o advogado Cyrillo Cândido Machado (por sua vez filho do Cel. Antônio Candido Machado e neto do ex-governador mineiro Dr. José da Costa Machado de Souza), com quem teve oito filhos: José, Noêmia, Maria das Graça (falecidos na infância), Antônio Candido Mafra Machado, Cirilo Eduardo Mafra Machado, João Gualberto Mafra Machado, Sylvia Mafra Machado Filha e Heliana Mafra Machado, todos com destacada atuação no setor educacional e científico paulistas.
Faleceu, na companhia dos familiares, em Mogi das Cruzes, no ano de 1970, com 77 anos de idade. Em sua vida de magistério colaborou na formação cultural de mais de 1500 crianças, tendo alfabetizado (primeiras letras) mais de 1000 brasileiros. Por seu brilhantismo, didática, atenção a todos e dedicação às crianças, recebeu várias homenagens, entre elas especial deferência por parte da Assembleia Legislativa do Estado de São Paulo que, em 1981, atribuiu seu nome à hoje Escola Estadual Profa. Sylvia Mafra Machado, na cidade de Mogi das Cruzes, conforme Lei N º 2.722, de 02/04/1981.

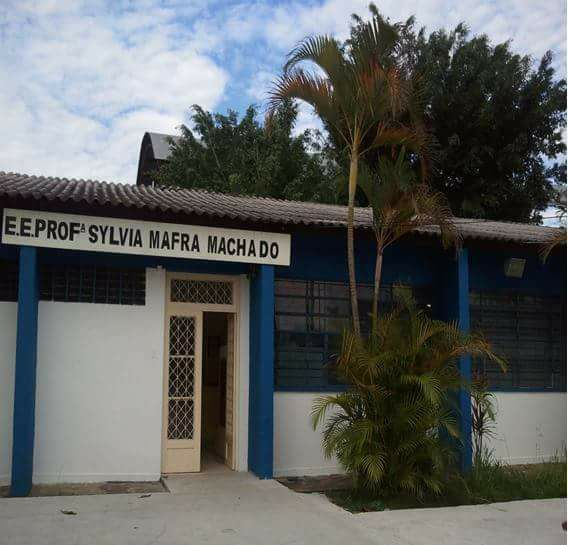
Escola Estadual Profa. Sylvia Mafra Machado (Mogi das Cruzes, SP).